# Kocsis Mihály (modell)
Kocsis Mihály, művészneve Trapper Misi (1947. január 2. –) modell, színész, kaszkadőr, reklámarc.

## Élete
Táncosként kezdte az Éden Bárban. Színházi pályafutása az Állami Déryné Színházban indult 1966-ban, ahol táncosként és kaszkadőrként dolgozott. Nyolc évig a Thália Színház, két évig a Nemzeti Színház, majd a Vígszínház tagja volt.
A XI. Magyar Játékfilmszemle mutatták be ama alkotást, melyben színészként már komolyabb szerepet kapott. Szomjas György 1978-as Rosszemberek című filmjében rá osztotta az egyik főszerepet.
Dublőrként is dolgozott, így Sándor Pál kultikus filmjében, a Régi idők focijában Garas Dezsőt helyettesítette.
1977-ben mutatta be a Buda-Flax Lenfonó és Szövőipari Vállalat az őszi BNV-n a Trapper fantázianévre hallgató szövetet és a belőle készült nadrágokat. A Trapper farmer gyártását 1978-ban kezdték meg. Bevezetését nagy reklámkampány kísérte, főszereplője Kocsis Mihály volt. Az első magyar farmerről készült, 36 részes reklámfilmsorozat, ill. a plakát nyomán nevezték el Trapper Misinek.
A farmer közismert plakátját 1979-ben Molnár Kálmán Munkácsy Mihály-díjas tervezőgrafikus készítette.
Akkor már jónevű kaszkadőr volt. A megrendelőnek ilyen egyéniségre volt szüksége a Trapper farmer reklámjához: nyers, mégis becsületes arcú, strapabíró, izmos férfira. Később készült még 16 rész a Weekend ruhákról is.

„„Az utóbbi évek egyik legsikeresebb reklámfilmsorozata a Trapper farmeré, s a tv előtt, a mozikban, mindig jókedv, derültség fogadja a hol lóháton, hol libegőn, hol vízisín, hol pedig a víz alól érkező Kocsis Mihály kaszkadőrt.””

– Népszava, 1979